# DanTDM
DanTDM（ダンTDM、旧名:TheDiamondMinecart）（本名:Daniel Robert Middleton（ダニエル・ロバート・ミドルトン）、1991年11月8日 - ）は、イギリスのYouTuber、ゲーマー、作家である。主に『Minecraft』や『Roblox』、『ポケモン』、『Five Nights at Freddy's』の実況動画で知られている。ミドルトンが2012年に開設したYouTubeチャンネルは、2024年時点で登録者数が2900万人を超え、190億回の再生回数を獲得しており、YouTube上で最も人気のあるコンテンツクリエイターの1人となっている。
YouTubeでのキャリアは『Minecraft』のコンテンツから始まり、その後他のゲームやVlog形式の動画にも範囲を広げた。また、グラフィックノベルを出版したり、映画『シュガー・ラッシュ:オンライン』のイギリス版でキャラクターの声優を担当したり、ライブショーを特徴としたワールドツアーを数回行ったりしている。2016年には、ギネス世界記録ゲーマーズエディションに「Minecraft専門動画チャンネルの最多視聴回数」として掲載された。 
ミドルトンはオンラインでの活動以外にも、さまざまな慈善活動に携わっており、ニコロデオン・キッズ・チョイス・アワードのイギリス人気ゲーマー部門など、複数の賞を受賞している。2017年、フォーブス誌の最も稼いだYouTubeスターのリストで、ミドルトンは1年間で1,220万ポンド（約1650万ドル）を稼ぎトップとなった。

## 私生活
ダニエル・ロバート・ミドルトンは、1991年11月8日にイングランドのオールダーショットで2人兄弟の長男として生まれた。子供の頃に両親は離婚した。ノーサンプトン大学に通い、大学では音楽制作を学んだ。YouTuberと作家としてのキャリアを始める前は、テスコに勤務していた。ミドルトンは2017年にBBCに対して、「YouTubeで（テスコでの給料と）同程度の収入を稼いだときに、妻が私を説得してYouTubeを始めた。」と語っている。
2013年3月にガールフレンドのJemma（ジェマ、1992年4月9日生まれ）と結婚した。2人の最初の息子であるAsher（アッシャー）は2020年1月5日に生まれ、2番目の息子Miles（マイルズ）は2022年11月22日に生まれた。ミドルトンは新型コロナウイルス感染症のロックダウンによる孤立により重度の抑うつを経験した後、メンタルヘルスとの闘いについて視聴者に打ち明けた。
2023年9月6日、自身のTwitterとInstagramに愛犬Ellie（エリー）の突然の死について投稿した。2023年9月7日にはYouTubeに「goodbye ellie（さようならエリー）」と題した動画を投稿した。 

## キャリア

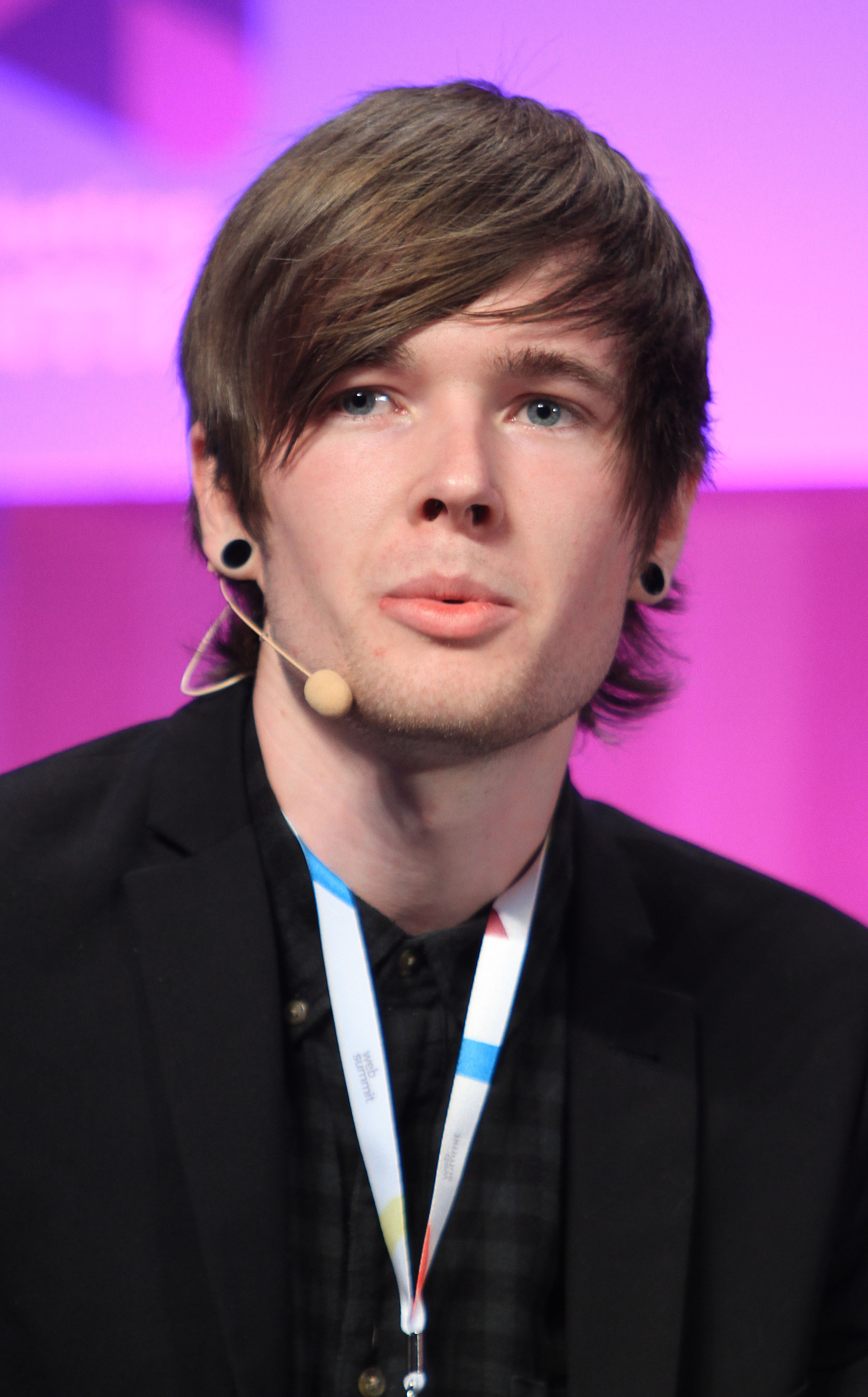
ミドルトン（2014年のWeb Summitにて）。

2012年、ゲームチャンネル「TheDiamondMinecart」を最初に開設した。そして、2014年8月、マルチチャンネルネットワークのMaker Studiosと契約し、傘下のPolaris labelに所属した。その後、チャンネル名を「TheDiamondMinecart // DanTDM」に変更し、2016年12月12日には「DanTDM」に変更した。現在はウェリングバラの自宅スタジオで動画を制作している。ミドルトンのコンテンツは主に子供を対象としているが、視聴者にはティーンや大人も多い。
ファン層が成長していくにつれ、動画制作数を縮小し、グラフィックノベルの制作やライブショーの開催、DanTDM商品に重点を置くようになった。2016年10月6日に『Trayaurus and the Enchanted Crystal』と題したグラフィックノベルを出版し、この本はニューヨーク・タイムズのベストセラーリストのハードカバーグラフィックブック部門で11週間1位を維持した。また、チェルトナム文学フェスティバルの注目ゲストとして、ブックツアーに参加し、イギリスの一部とニューヨーク市に訪問した。その後、2017年にアメリカとオーストラリアを巡るツアーを行った。シドニー・オペラハウスでのライブショーは、同会場の歴史の中で2番目に早くチケットが売り切れた。ミドルトンは自身がまだ有名ではないかもしれないと認めながらも、タンパベイ・タイムズはミドルトンを「YouTubeの最も輝かしいスターかつ最大の成功者の一人」と評した。
2017年、自身が主演し、他のソーシャルメディアのエンターテイナーや俳優が出演する『DanTDM Creates a Big Scene』というウェブシリーズに出演した。このシリーズは、YouTubeのサブスクリプションサービスであるYouTube Red（現在のYouTube Premium）で2017年4月7日に独占公開された。DanTDMと彼のアニメの友人グループがライブショーを続けていくために戦う様子を追っている。同年、TODAYはミドルトンの「伝染性のある笑いと紛れもないイギリス訛り」と「内気で目立たないYouTuberからクリエイティブ帝国のマスターへの」個人的な成長を称賛した。
2019年、サンデー・タイムズによるイギリスの上位100人のインフルエンサーリストで41位に位置付けられ、同紙はミドルトンの純資産を2,500万ポンドと推定した。

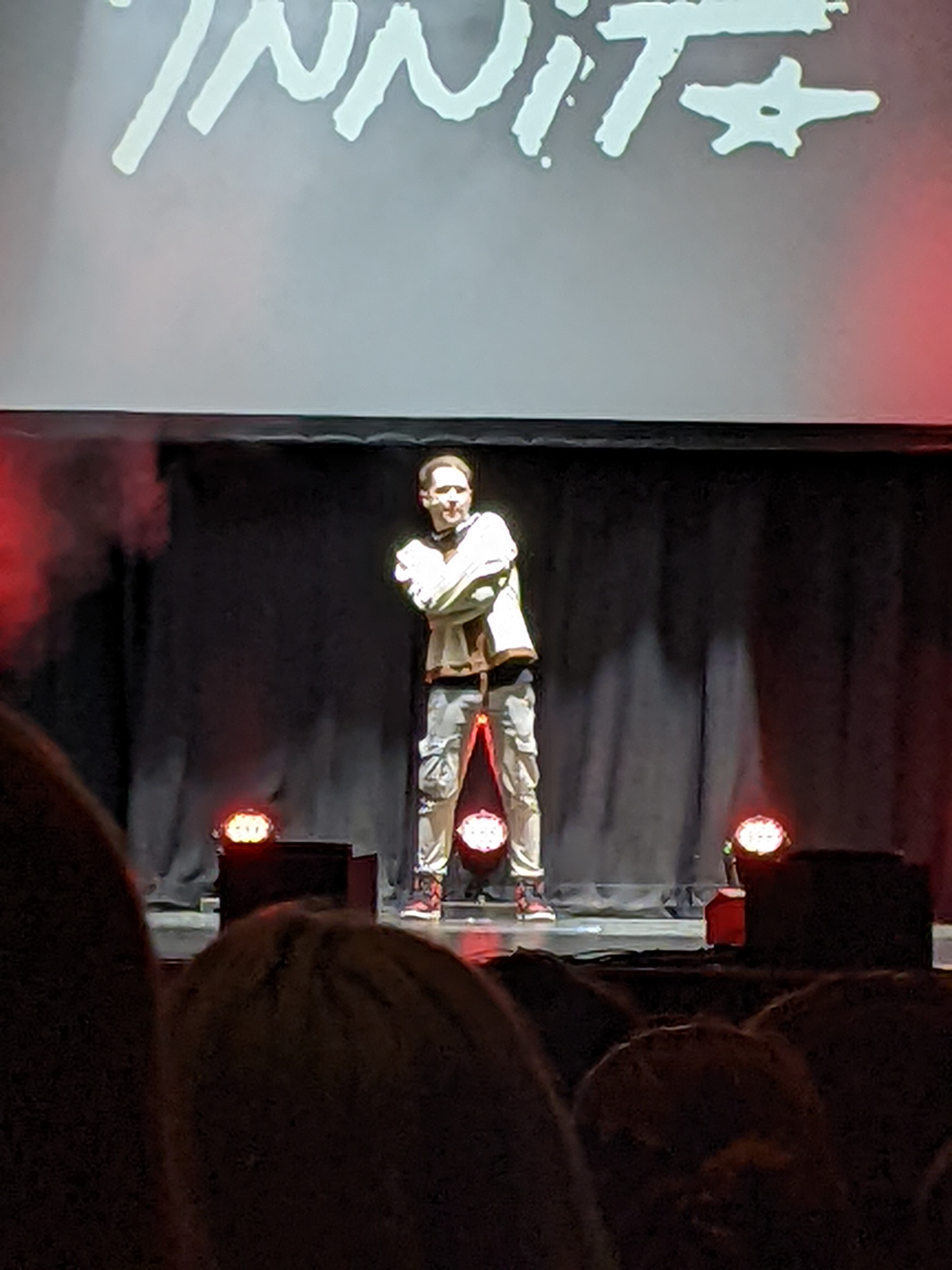
2022年にブライトン・ドームで行われた「TommyInnit & Friends」のライブショーで拘束衣を着るミドルトン。

2022年7月1日には、ブライトン・ドームで開催されたTommyInnitによる「TommyInnit & Friends」ライブショーに、ジャックセプティックアイやJackManifoldTV、Nihachuなどの他のオンラインコンテンツクリエイターとともに出演した。
2024年、ミドルトンは、YouTuberのKSI、ローガン・ポール、MrBeastの合弁会社として設立されたスナックブランドのキットであるLunchlyの立ち上げに反対を表明した。ミドルトンはツイートの中で、「...これがファンにどう利益をもたらすのか？これは、販売している人を信頼することしか知らない子供たちにガラクタを売っている。もっと頑張れ」と投稿した。このツイートは60万件以上のいいねを集め、ロザンナ・パンシーノなどのYouTuberも声を上げるきっかけとなった。また、3人の創設者全員からも反応があった。

## 出演

### 映画
| 年     | タイトル                      | 配役   | 備考                   | 出典   |
| ------ | ----------------------------- | ------ | ---------------------- | ------ |
| 2018年 | シュガー・ラッシュ:オンライン | eBoy   | 声優（イギリス劇場版） | [ 32 ] |
| 2019年 | DanTDM Presents: The Contest  | DanTDM | 対話型シネマイベント   | [ 33 ] |
| 2021年 | フリー・ガイ                  | DanTDM | カメオ                 | [ 34 ] |

### テレビ
| 年              | タイトル                     | 配役   | 備考                                       | 出典   |
| --------------- | ---------------------------- | ------ | ------------------------------------------ | ------ |
| 2016年 – 2017年 | スカイランダーズ・アカデミー | Cy     | 声優出演（第2話）                          | [ 35 ] |
| 2017年          | DanTDM Creates a Big Scene   | DanTDM | YouTube Original mini-series（6 episodes） | [ 36 ] |
| 2017年          | YouTube Rewind               | DanTDM | 2017年のみ                                 |        |

### ビデオゲーム
| 年     | タイトル              | 配役   | 備考                                 | 出典   |
| ------ | --------------------- | ------ | ------------------------------------ | ------ |
| 2016年 | Minecraft: Story Mode | DanTDM | エピソード6: 「A Portal to Mystery」 | [ 37 ] |

## 受賞とノミネート
- ギネス世界記録 - 「ロケットリーグの試合における2人チームの最多得点数」（トム・カッセル（英語版）（シンジケート）と共同記録）[38]、および「ロケットリーグの試合での最多得点数（3人チーム）」[39]。
- ギネス世界記録 - 「Minecraft専門動画チャンネルの最多視聴回数」[40]。
- キッズ・チョイス・アワード - イギリス人気予想家部門受賞（2015年（英語版）[41]、2016年（英語版）[42]）。
- キッズ・チョイス・アワード - 2020年イギリス人気ゲーマー部門受賞。

## 出版物
- DanTDM『Trayaurus and the Enchanted Crystal（英語版）』ハーパーコリンズ、2016年10月6日。ISBN 978-1409168393。
- DanTDM『Official DanTDM 2017 Diary and Activity Book: Lots of Things to Make and Do』Trapeze（英語版）、2016年11月17日。ISBN 978-1409171188。